# Смердыня
Смерды́ня (Сме́рдыня, Смёрдыня) — упразднённая деревня, урочище на территории Любанского городского поселения Тосненского района Ленинградской области.

## История
Впервые упоминается в Писцовой книге Водской пятины 1500 года как деревня Смердыня в Ильинском Тигодском погосте Новгородского уезда.
Деревня Смердыня в Ильинском Тигодском погосте учтена в переписи 1710 года.
Деревня Смердыня в устье одноимённой реки обозначена на специальной карте западной части России Ф. Ф. Шуберта 1844 года.

СМЕРДЫНЯ — деревня Смердынского сельского общества, прихода села Пельгоры, при реке Тигода.

Дворов крестьянских — 45. Строений — 145, в том числе жилых — 55. Мелочная лавка. 

Число жителей по семейным спискам 1879 г.: 91 м. п., 104 ж. п.; по приходским сведениям 1879 г.: 104 м. п., 119 ж. п.;

СМЕРДЫНЬ — колония Тигодско-Курляндского сельского общества, при речке Смердынке.

Строений — 32, в том числе жилых — 24. Ветряная мельница. Число жителей по приходским сведениям 1879 г.: 34 м. п., 37 ж. п. (1884 год)

СМЕРДЫНЯ — деревня бывшая владельческая при реке Тигоде. Дворов — 44, жителей — 199. Часовня. Лавка. (1885 год)

В конце XIX — начале XX века деревня административно относилась к Пельгорской волости 1-го стана 1-го земского участка Новгородского уезда Новгородской губернии.

СМЕРДЫНЯ — деревня Смердынского сельского общества, дворов — 50, жилых домов — 50, число жителей: 116 м. п., 130 ж. п. 

Занятия жителей — земледелие, отхожие промыслы. Река Тигода. Часовня, хлебозапасный магазин, мелочная лавка. 

СМЕРДЫНЯ — усадьба В. В. Шау, жилых домов — 1, число жителей: 3 м. п., 1 ж. п. 

Занятия жителей — земледелие. Река Тишинец. 

СМЕРДЫНЯ — усадьба М. И. Штиге, жилых домов — 2, число жителей: 3 м. п., 3 ж. п. 

Занятия жителей — сдача дач. Река Смердынька. (1907 год)

Согласно военно-топографической карте Петроградской и Новгородской губерний издания 1917 года деревня Смердыня состояла из 43 крестьянских дворов, к востоку от деревни находилась часовня.
С 1917 по 1927 год деревня входила в состав Любанской волости Новгородского уезда.
С 1927 года в составе Добросельского сельсовета Любанского района.
С 1930 года в составе Тосненского района.
По данным 1933 года деревня Смердыня входила в состав Добросельского сельсовета Тосненского района.

План деревни Смердыня. 1937 год

Согласно топографической карте 1937 года деревня насчитывала 55 крестьянских дворов, в деревне находился брод через реку Тигода.
В 1940 году население деревни составляло 225 человек.
С 1 августа 1941 года по 31 декабря 1943 года деревня находилась в оккупации.
Во время Великой Отечественной войны в феврале — апреле 1943 года в районе деревни проходила Красноборско-Смердынская наступательная операция, приведшая к уничтожению деревни. В деревне жили пионеры-герои Альберт Купша, Маркс Кротов и Николай Рыжов. В районе деревни погиб Герой Советского Союза Туйчи Эрджигитов. Деревня была освобождена от немецко-фашистских оккупантов 23 января 1944 года.
С 1945 года в составе Пельгорского сельсовета.
В 1965 году население деревни составляло 6 человек.
По данным 1966 и 1973 годов деревня Смердыня входила в состав Пельгорского сельсовета.
Деревня Смердыня снята с учета решением Ленинградской области № 528 от 21 декабря 1987 года.
По данным 1990 года деревня Смердыня в составе Тосненского района не значилась. На картах этого времени деревня также обозначалась как нежил. или урочище.
В начале 1990-х органами местного самоуправления Любани жителям района в урочище Смердыня начали выделяться земельные участки, с юридическим закреплением их за деревней Рамцы, в урочище появились четыре улицы. В 2017 году властями Тосненского района было принято решение о возвращении урочищу статуса деревни под названием Смерды́ня.

## География
Урочище расположено в восточной части района на автодороге 41К-172 (Смердыня — Липки), в месте примыкания к ней автодороги 41К-844 (Смердыня — Чудской Бор), к северу от центра поселения — города Любань.
Расстояние до ближайшей железнодорожной станции Любань — 25 км.
Находится на левом берегу реки Тигода в месте впадения в неё реки Смердынька.

## Улицы
Дорожная, Заречная, Овражная, Речная.